# Principado de Luneburgo
El principado de Luneburgo (en alemán: Fürstentum Lüneburg) o de Luneburgo-Celle, fue un Estado del Sacro Imperio Romano Germánico surgido de una escisión del ducado de Brunswick-Luneburgo en 1269. Este ducado bajo el gobierno de la dinastía de la Casa de Welf (güelfos) existió hasta la disolución del imperio en 1806. Su compleja historia está marcada por numerosas divisiones. 
Cuando la línea masculina se termina en 1369, la guerra de sucesión de Luneburgo estalla con la Casa de Ascania del ducado de Sajonia-Wittenberg, que dura más de 18 años. En 1378, los príncipes transfirieron su residencia de Luneburgo al Castillo de Celle. Un nuevo reparto de la sucesión en 1428 fijó las fronteras del principado para los siglos siguientes. En 1705, el cargo electoral de Brunswick-Luneburgo pasó a Hannover.

## Territorio
Cuando surgió el Principado de Luneburgo como resultado de la división del Ducado de Brunswick-Luneburgo en 1269, el dominio de los príncipes de Luneburgo consistía en una gran cantidad de derechos territoriales en la región homónima. Sin embargo, no podría describirse como un estado unificado, porque muchos derechos eran propiedad de otros vasallos de la corona imperial. No fue sino hasta la adquisición de numerosos condados y derechos en los siglos XIII y XIV que los gobernantes de Luneburgo lograron construir un estado unificado. Tras la división de los principados de Brunswick-Wolfenbüttel y Luneburgo entre Bernardo y Enrique en 1409, se completó la mayor parte del desarrollo territorial del estado. En ese momento, el Principado incluía la mayor parte del brezal de Luneburgo y Wendland y medía unos 11 000 kilómetros cuadrados.

## Historia
En 1269 los hijos del fallecido duque Otón I de Brunswick-Luneburgo se reparten su herencia. Su hijo Juan se convierte en el primer príncipe de Luneburgo. Sus descendientes reinan sobre un gran número de pequeñas comarcas en el norte del ducado durante un siglo hasta 1369, fecha en la cual su nieto Guillermo II muere sin herederos.

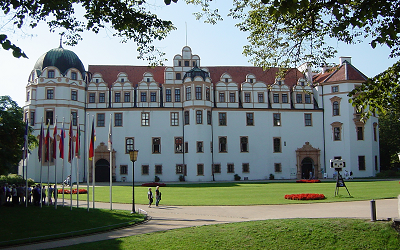
Palacio de Celle.

La sucesión en Luneburgo se disputa entre Magnus II Torquatus, que desciende de Otón I por otra rama de la casa de Brunswick, y Alberto de Sajonia-Wittemberg, nieto de Guillermo por parte de madre. Ambos partidos vienen rápidamente a las manos: es el comienzo de la guerra de sucesión de Luneburgo. Después de la muerte de Magnus en 1373, Alberto se apodera del poder, pero tiene que contar con ambos hijos de su adversario, Bernardo y Enrique. Finalmente se llega a un acuerdo: después de la muerte de los Ascanianos, el principado tiene que pasar a los hijos de Magnus, luego volver a los Ascanianos después de su propia muerte, y así sucesivamente. Pero Luneburgo no volverá nunca a los Ascanianos y quedará en manos de los descendientes de Bernardo hasta su desaparición.
Al principio del XVI, el principado de Luneburgo se convierte a la Reforma protestante bajo Ernesto I el Confesor. Se agranda a través de varias herencias: la mitad del condado de Hoya (1582), el condado de Diepholz (1585), el principado de Grubenhagen (1596) y el ducado de Lauenburgo (1689).
En 1705, el último príncipe de Luneburgo, Jorge Guillermo, muere sin heredero. Su yerno, el príncipe de Calenberg Jorge Luis, hereda el principado, uniéndolo al Electorado de Brunswick-Luneburgo.

## Política y administración

### Administración central
Además de los consejeros ducales, que en ese momento eran vasallos nobles (edelfrei), todavía se pueden encontrar varios carfos judiciales medievales, que surgieron en el siglo XII y perduran en el siglo XIII. Estas son los cargos de senescal (Truchseß), mayordomo (Schenk), chambelán (Kämmerer) y mariscal (Marshall), que estaban en manos de ciertas familias nobles hereditarias. Por ejemplo, la familia von Grote proporcionaba al senescal y los von Medings al mariscal. El mayordomo y el chambelán fueron aportados inicialmente por la familia vom Berge y, cuando se quedaron sin descendencia, los von dem Knesebecks se convirtieron en los chambelanes y los von Behrs fueron los mayordomos. Estas cargos se mencionan hasta el siglo XIV, pero habían perdido en gran medida su influencia política a fines de ese siglo. En ese momento se desarrolló un consejo principesco, formado principalmente por miembros de los ministeriales de Luneburgo. La composición de estos nobles en ese momento no era consistente, sino que dependía de la residencia del duque. Solo con la aparición de Celle como la sede ducal a mediados del siglo XV tomó una forma clara, aunque los asesores individuales fueron miembros del círculo íntimo del duque durante mucho tiempo.
A la cabeza de la cancillería ducal, la Kanzlei, la máxima autoridad mencionada en los documentos era el secretario jefe o Kanzleivorsteher. Debajo de él estaban los escribas, la mayoría de los cuales provenía del clero de Luneburgo.
En el siglo XVI, además de los concejales nobles, que para entonces eran conocidos como Landräte, a menudo se convocaban asesores extranjeros. La cancillería estaba encabezada por el canciller, que también era un erudito. A partir de ese momento, la cancillería actuó, no simplemente como una oficina, sino que también fue la cámara asesora de los concejales (Räte) y la sede del tribunal de la cancillería (Kanzleigericht).
Después de 1536, los asuntos financieros eran responsabilidad del tesoro (Rentenkammer), encabezado por el tesorero (Rentmeister).
Después de la muerte de Ernesto I el Confesor en 1546, se formó una regencia para sus hijos menores. El gobierno fue dirigido por un llamado gobernador (Statthalter), quien supervisaba la administración de la corte y el cargo real. El defensor de Celle (Vogt), el canciller y el vicecanciller también pertenecían al gobierno. Esta institución permaneció como la máxima autoridad estatal incluso después de que los hijos de Ernesto tomaran el poder.
En 1593, se creó una nueva oficina del Kammerrat, luego de la adopción de una nueva «Ordenanza de Cancillería y Gobierno», en la que solo participaron el gobernador, el defensor de Celle y el canciller. El Kammerrat era responsable de las decisiones políticas clave, particularmente en asuntos financieros y el área de política exterior, mientras que los deberes de la cancillería se limitaban únicamente a la administración.
En 1618 se establecieron varias cámaras del consejo (Ratsstuben) de acuerdo con una nueva ordenanza, el Regimentsordnung. Estas cámaras eran responsables solo de un área específica: el consistorio (Konsistorium) para preguntas sobre asuntos de la iglesia, el Kriegsrat para asuntos militares y el Haushaltsrat para la gestión financiera. La antigua oficina del Kammerrat fue reemplazada por un consejero privado (Geheime Rat), que eran el principal responsable de los asuntos de política exterior.

## Lista de los príncipes de Luneburgo

### Rama de Luneburgo
- 1269-1277 Juan de Luneburgo;
- 1277-1330: Otón II de Luneburgo el Severo»;
- 1330-1352: Guillermo II de Luneburgo y Otón III de Luneburgo;
- 1352-1369: Guillermo II, solo.

### Rama de Brunswick
- 1369-1373: Magnus II de Brunswick Torquatus;

Magnus II fue muerto en combate durante la Guerra de Sucesión de Luneburgo, lo que permitió a Alberto de Sajonia-Wittemberg hacerse con el poder con su tío, el Príncipe elector Venceslao I de Sajonia-Wittenberg.

### Casa de Ascania
- 1370-1385: Alberto de Sajonia-Wittemberg y Venceslao I de Sajonia-Wittenberg;
- 1385-1388: Venceslao I, solo.

### Rama cadete de Brunswick
- 1388-1409: Enrique I de Brunswick-Luneburgo el Dulce y Bernardo I de Brunswick-Luneburgo;
- 1409-1416: Enrique I, solo;
- 1416-1428: Guillermo el Victorioso y Enrique II el Pacífico, hijos del precedente.

Guillermo y Enrique procedieron a un intercambio con su tío Bernardo en 1428, cediéndole Luneburgo a cambio del Wolfenbüttel.

### Rama cadete de Luneburgo
- 1428-1434: Bernardo I
- 1434-1446: Federico II el Piadoso y Otón IV el Boiteux, hijos del precedente;
- 1446-1457: Federico II el Piadoso solo;
- 1457-1464: Otón V el Magnánimo y Bernardo II, hijos del precedente;
- 1464-1471: Otón V el Magnanimo solo;
- 1471-1478: Federico II el Piadoso;
- 1478-1486: Ana de Nassau-Dillenburgo (regente);
- 1486-1520: Enrique I el Mediano, hijo de Otón V;
- 1520-1527: Ernesto I el Confesor y Otón, hijos del precedente;
- 1527-1536: Ernesto I el Confesor solo;
- 1536-1539: Ernesto I el Confesor y Francisco, su hermano;
- 1539-1546: Ernesto I el Confesor solo nuevamente;
- 1546-1555: (regencia);
- 1555-1559: Francisco Otón, hijo del precedente;
- 1559-1569: Guillermo el Joven y Enrique III, hermanos del precedente;
- 1569-1592: Guillermo el Joven, solo;
- 1592-1611: Ernesto II, hijo del precedente;
- 1611-1633: Cristián, hermano del precedente;
- 1633-1636: Augusto el Anciano, hermano del precedente;
- 1636-1648: Federico IV, hermano del precedente, murió sin descendencia.

### Rama benjamina de Luneburgo
- 1648-1665: Cristián Luis, sobrino del precedente
- 1665: Jean-Federico, hermano del precedente
- 1665-1705: Georges-Guillaume, hermano del precedente